# Supercoppa italiana 1998 (pallavolo maschile)
La Supercoppa italiana 1998 si è svolta il 6 dicembre 1998: al torneo hanno partecipato due squadre di club italiane e la vittoria finale è andata per la prima volta al Treviso.

## Regolamento
Le squadre hanno disputato una gara unica.

## Squadre partecipanti
| Squadra | Qualificazione                  | Ultima partecipazione    |
| ------- | ------------------------------- | ------------------------ |
| Daytona | Vincitrice Coppa Italia 1997-98 | Supercoppa italiana 1997 |
| Treviso | Vincitrice Serie A1 1997-98     | Supercoppa italiana 1996 |

## Torneo
| 6 dicembre 1998 PalaVerde, Villorba Durata: 1h:26 - Spettatori: 4 400 | Treviso | 3 - 0 | Daytona | 15-6, 15-12, 15-12 |